# Pomnik Wiosny Ludów w Miłosławiu
Pomnik Wiosny Ludów w Miłosławiu − pomnik upamiętniający zwycięską bitwę pod Miłosławiem z dnia 30 kwietnia 1848, zlokalizowany na skwerze przy ul. Zamkowej w Miłosławiu, odsłonięty w 100. rocznicę Wiosny Ludów, w 1948.

## Opis pomnika
Pomnik ma postać obelisku z płyt granitowych, zwieńczonego zniczem. Na froncie umieszczona jest żeliwna tablica z napisem: "Na wieczną pamięć / rewolucyjnego zrywu / ludu wielkopolskiego / do walki o wolność narodową / i sprawiedliwość społeczną / i ku upamiętnieniu zwycięskiej / bitwy pod Miłosławiem / stoczonej dnia 30 kwietnia 1848 roku / tablicę niniejszą funduje / Polska Ludowa / 1848 Miłosław 1948". Pod nią znajduje się sześć metalowych urn z ziemią z pól bitewnych powstania wielkopolskiego 1848: Trzemeszno, Grodzisk, Książ, Sokołowo, Buk i Rogalin.

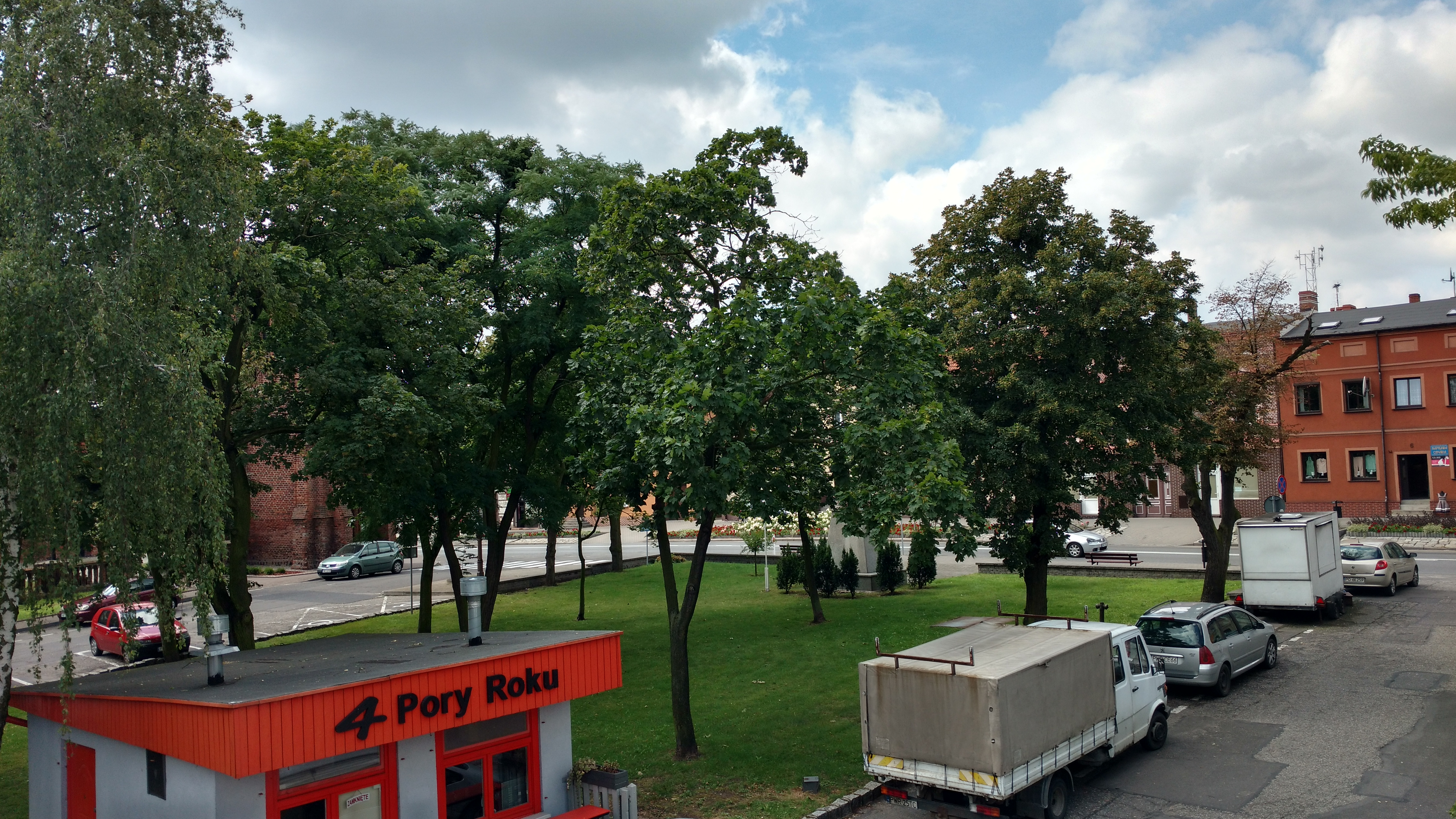
Skwer, przy którym znajduje się pomnik, który widoczny jest tutaj od tyłu